# Elezioni parlamentari in Romania del 1992
Le elezioni parlamentari in Romania del 1992 si tennero il 27 settembre per il rinnovo della Camera dei deputati e del Senato; ebbero luogo contestualmente al primo turno delle elezioni presidenziali, nelle quali Ion Iliescu fu riconfermato capo dello stato.
Furono le prime elezioni parlamentari dall'entrata in vigore della Costituzione della Romania del 1991. Rispetto al 1990, con l'introduzione di una soglia di sbarramento elettorale al 3% entrarono in parlamento 13 forze politiche, più i 13 deputati delle minoranze etniche. Il partito più votato fu il Fronte Democratico di Salvezza Nazionale, che sconfisse il principale avversario, la coalizione di centro-destra della Convenzione Democratica Romena, con un margine 7 punti percentuali e riuscì a formare un governo con a capo Nicolae Văcăroiu, sostenuto anche da diverse forze minori.

## Sistema elettorale
Le elezioni si svolsero secondo le disposizioni delle leggi 68/1992 (per il parlamento) e 69/1992 (per il presidente della repubblica) promulgate nel giugno 1992, che sostituirono la legge 92/1990 emanata dal governo provvisorio, ma dalla quale riprendevano numerosi punti. L'art. 34 della costituzione del 1991 prevedeva che avevano diritto al voto i cittadini di almeno 18 anni di età, mentre secondo l'art. 35 per candidarsi alle camere erano necessari 23 anni (deputati) e 35 anni (senatori).
La legge 68/1992 manteneva il sistema di voto proporzionale, ma introduceva una soglia di sbarramento al 3%, inesistente nella precedente legislazione. L'art. 59 della costituzione, inoltre, prevedeva che alle organizzazioni che rappresentavano le minoranze etniche fosse garantito un rappresentante nella camera dei deputati, a prescindere dal raggiungimento della soglia di sbarramento.

## Quadro politico
Nel 1990 l'egemone Fronte di Salvezza Nazionale (FSN) ottenne una larga vittoria alle elezioni presidenziali e parlamentari, ma con il passare dei mesi i rapporti tra il primo ministro Petre Roman e il presidente della repubblica Ion Iliescu iniziarono a deteriorarsi per via di divergenze politiche. Nell'aprile 1992, quindi, l'ala del partito facente capo ad Iliescu fondò un nuovo partito, il Fronte Democratico di Salvezza Nazionale (FDSN), nel quale confluirono le personalità più conservatrici del FSN e più vicine alla nomenklatura del passato regime.
Il centro-destra, nel 1990 debole e frammentato, nel 1991 si compattò in funzione antigovernativa intorno ad una coalizione guidata dal Partito Nazionale Contadino Cristiano Democratico (PNȚCD) di Corneliu Coposu, la Convenzione Democratica Romena (CDR). Prima del voto generale del 27 settembre il primo appuntamento elettorale dell'anno fu quello delle amministrative locali del febbraio 1992, che videro la vittoria del FSN, forte nei centri rurali, mentre si registrò anche il successo della CDR nei maggiori centri urbani del paese, compresa la capitale Bucarest. La divisione dell'elettorato fu sintomo della nascita di una prima divisione sull'asse destra-sinistra in un clima politico che, invece, nel 1990 era stato completamente dominato dal FSN.
Alle elezioni legislative si candidarono 79 partiti alla camera e 65 al senato.

## Campagna elettorale
Fondato nell'aprile 1992, il Fronte Democratico di Salvezza Nazionale di Iliescu ebbe la capacità di cooptare la maggior parte delle sezioni del FSN e diventare subito un agente elettorale di primo piano. A due anni dal plebiscito del 1990, tuttavia, il presidente della repubblica in carica Ion Iliescu aveva perso parte della sua influenza ed iniziava ad essere visto dai suoi oppositori come un populista e antiriformista, retaggio del suo recente passato nei quadri del Partito Comunista Rumeno. Iliescu conservava, però, la sua completa autorità sulla televisione di stato, che rimaneva lo strumento principale della sua propaganda elettorale. Il FDSN lanciò duri attacchi contro gli esponenti dell'opposizione di centro-destra, ritenuti troppo anziani per guidare il paese e pronti a dare inizio ad una caccia alle streghe contro gli ex militanti del PCR. Lo stesso Iliescu più volte rimproverò i leader della CDR di nascondere i loro presunti reali obiettivi: vendicarsi e perseguire chi aveva simpatizzato per il PCR, restaurare la monarchia (sebbene si trattasse di una corrente minoritaria e non ufficiale del PNȚCD), ripristinare l'aristocrazia terriera (argomento particolarmente sensibile per gli elettori delle zone rurali, che supportavano in massa Iliescu per aver decollettivizzato e redistribuito le terre in seguito alla rivoluzione), vendere la Transilvania all'Ungheria e voler sfruttare le risorse della Romania contro l'interesse nazionale. Nel proprio programma il FDSN garantì un lento processo di riforma dell'economia e di privatizzazione degli enti di stato, ponendo un particolare accento sulle misure di protezione sociale, placando i timori dell'elettorato più tradizionalista. Iliescu utilizzò un linguaggio diretto, semplice, rivolto anche ai cittadini che vivevano nelle zone più remote del paese e impregnato di una retorica rivoluzionaria che evocava gli scenari del 1989. Iliescu rimaneva il personaggio più carismatico e preparato della campagna elettorale, superiore a quello di tutti i suoi avversari nelle apparizioni televisive.
Mentre la popolarità di Iliescu era in lieve calo, la Convenzione Democratica Romena, nel mese di giugno lanciò la candidatura di Emil Constantinescu alla presidenza della repubblica. In agosto rese pubblico il documento programmatico per le elezioni chiamato «Piattaforma-programma della Convenzione Democratica di Romania per far uscire il Paese dalla crisi attraverso la Legge, il Vero, la Riconciliazione e la Riforma» («Platforma-program a Convenției Democratice din România pentru scoaterea Țării din criză prin Lege, Adevăr, Reconciliere și Reforma»). La coalizione puntava a convincere l'elettorato che il successo della CDR avrebbe condotto alla ripresa economica e alla pace sociale. Nel proprio manifesto la coalizione invocava una riforma delle istituzioni fondata sullo stato di diritto, l'eliminazione della corruzione, la garanzia della proprietà privata, un'economia basata sul libero mercato e su privatizzazioni su larga scala, un contratto sociale tra imprenditori e lavoratori, maggiori investimenti esteri, più attenzione alle istituzioni tradizionali come la chiesa, l'esercito e la scuola. Constantinescu utilizzò una retorica anticomunista, provando ad additare ad Iliescu le colpe dei conflitti sociali dei primi anni novanta. Il messaggio di fondo e il linguaggio utilizzato dal leader della CDR, tuttavia, non raggiungevano tutti gli elettori, attratti maggiormente dall'accessibilità dell'oratoria di Iliescu. Un ulteriore argomento che preoccupava l'elettorato tradizionalista fu quello della partecipazione dei regionalisti ungheresi dell'Unione Democratica Magiara di Romania (UDMR) alla CDR. In varie aree del paese, infatti, i filoungheresi erano ritenuti antirumeni. Malgrado facesse parte della coalizione e sostenesse Constantinescu per la presidenza, alle parlamentari l'UDMR preferì concorrere su liste proprie.
In antitesi all'UDMR, invece, in Transilvania era in crescita la piattaforma ultranazionalista del Partito dell'Unità Nazionale Romena, che presentò la candidatura alla presidenza di Gheorghe Funar. Pur indeboliti rispetto al 1990, anche il FSN di Petre Roman e il Partito Nazionale Liberale di Radu Câmpeanu parteciparono alla tornata elettorale.

## Risultati

### Camera dei Deputati
| Liste                        | Liste | Liste   | Voti       | %     | Seggi | +/- (%) | +/- (Seggi) |
| ---------------------------- | --- | ------- | ---------- | ----- | ----- | ------- | ----------- |
|                              | Fronte Democratico di Salvezza Nazionale | FDSN    | 3 015 708  | 27,72 | 117   |         |             |
|                              | Convenzione Democratica Romena - Partito Nazionale Contadino Cristiano Democratico - Partito Nazionale Liberale - Ala Giovanile - Partito Alleanza Civica - Partito Social Democratico Romeno - Partito Ecologista Romeno - Partito Nazionale Liberale - Convenzione Democratica - Federazione Ecologista di Romania | CDR     | 2 177 144  | 20,01 | 82    |         |             |
|                              | Fronte di Salvezza Nazionale | FSN     | 1 108 500  | 10,19 | 43    | 56,12   | 220         |
|                              | Partito dell'Unità Nazionale Romena | PUNR    | 839 586    | 7,72  | 30    | 5,60    | 21          |
|                              | Unione Democratica Magiara di Romania | UDMR    | 811 290    | 7,46  | 27    | 0,23    | 2           |
|                              | Partito Grande Romania | PRM     | 424 061    | 3,89  | 16    |         |             |
|                              | Partito Socialista del Lavoro | PSM     | 330 378    | 3,04  | 13    |         |             |
|                              | Partito Democratico Agrario di Romania | PDAR    | 326 289    | 2,99  | -     | 1,16    | 9           |
|                              | Partito Nazionale Liberale | PNL     | 286 467    | 2,63  | -     | 3,78    | 29          |
|                              | Movimento Ecologista di Romania | MER     | 245 194    | 2,25  | -     | 0,37    | 12          |
|                              | Partito Repubblicano | PR      | 178 355    | 1,63  | -     | [ 13 ]  | [ 13 ]      |
|                              | Partito Socialista Democratico Romeno | PSDR    | 95 041     | 0,87  | -     | 0,18    | 5           |
|                              | Solidarietà Nazionale Democratica |         | 79 207     | 0,73  | -     |         |             |
|                              | Nuovo Partito Liberale | NPL     | 63 633     | 0,58  | -     |         |             |
|                              | Unione Liberale Brătianu | ULB     | 55 096     | 0,51  | 1     | 0,24    | 1           |
|                              | Partito dei Rom | PR      | 52 704     | 0,48  | 1     | 0,27    | [ 14 ]      |
|                              | Partito dell'Unità Social-Democratica |         | 50 853     | 0,47  | -     |         |             |
|                              | Partito Nazionale Contadino |         | 48 764     | 0,45  | -     |         |             |
|                              | Partito Liberale Monarchico di Romania |         | 39 062     | 0,36  | -     |         |             |
|                              | Convenzione della Solidarietà Sociale |         | 35 641     | 0,32  | -     |         |             |
|                              | Forum Democratico dei Tedeschi in Romania | FDGR    | 34 685     | 0,32  | 1     | 0,04    | Stabile     |
|                              | Partito Democratico Cooperativista |         | 32 789     | 0,30  | -     |         |             |
|                              | Unione Libera Democratica dei Rom |         | 31 384     | 0,29  | -     | 0,26    | Stabile     |
|                              | Partito Nazionale dei Produttori Liberi di Romania |         | 30 025     | 0,28  | -     |         |             |
|                              | Partito per la decorazione degli eroi della rivoluzione e la salvezza nazionale |         | 26 182     | 0,24  | -     | 0,23    | Stabile     |
|                              | Partito Repubblicano per l'Unità dei Romeni |         | 23 662     | 0,22  | -     |         |             |
|                              | Partito Umanista Romeno | PUR     | 23 220     | 0,21  | -     |         |             |
|                              | Partito Social Democratico Tradizionale |         | 22 101     | 0,20  | -     |         |             |
|                              | Unione Generale dei Rom di Romania |         | 22 071     | 0,20  | -     |         |             |
|                              | Partito Repubblicano Cristiano |         | 18 849     | 0,17  | -     | 0,10    | Stabile     |
|                              | Partito Laburista Romeno |         | 16 626     | 0,15  | -     |         |             |
|                              | Fronte Democratico Romeno 16 Dicembre 1989 Timișoara |         | 15 003     | 0,14  | -     |         |             |
|                              | Comunità dei Russi Lipoveni di Romania | CRLR    | 14 975     | 0,14  | 1     | 0,01    | Stabile     |
|                              | Partito Nazionale Contadino Cristiano Democratico Indipendente |         | 14 963     | 0,14  | -     |         |             |
|                              | Partito Rinascita e Indipendenza della Romania |         | 13 584     | 0,12  | -     |         |             |
|                              | Partito Libero Repubblicano |         | 13 523     | 0,12  | -     |         |             |
|                              | Movimento per la Romania |         | 12 936     | 0,12  | -     |         |             |
|                              | Partito del Libero Cambiamento | PLS     | 12 456     | 0,11  | -     | 0,23    | Stabile     |
|                              | Partito Social Democratico Indipendente |         | 11 659     | 0,11  | -     |         |             |
|                              | Partito Nazionale Democratico Cristiano | PNDC    | 11 647     | 0,11  | -     |         |             |
|                              | Partito degli Zingari di Romania |         | 9 949      | 0,09  | -     | 0,03    | Stabile     |
|                              | Unione Ellenica di Romania | UER     | 9 134      | 0,08  | 1     | 0,04    | Stabile     |
|                              | Convenzione Democratica Unita |         | 8 972      | 0,08  | -     |         |             |
|                              | Unione degli Ucraini di Romania | UUR     | 7 717      | 0,07  | 1     | 0,05    | Stabile     |
|                              | Unione Democratica dei Tatari Turco-Musulmani di Romania | UDTTMR  | 7 699      | 0,07  | 1     | 0,01    | Stabile     |
|                              | Partito Social Democratico Constantin Titel Petrescu | PSD-CTP | 7 245      | 0,07  | -     |         |             |
|                              | Unione degli Armeni di Romania | UAR     | 7 145      | 0,07  | 1     | 0,07    | Stabile     |
|                              | Lega Nazionale degli Espropriati della Romania |         | 6 956      | 0,06  | -     |         |             |
|                              | Alleanza per la Dignità Nazionale |         | 6 106      | 0,06  | -     |         |             |
|                              | Partito della Destra Nazionale |         | 5 689      | 0,05  | -     |         |             |
|                              | Unione Democratica Cristiana |         | 5 656      | 0,05  | -     | 0,13    | Stabile     |
|                              | Unione Democratica dei Serbi di Romania | UDSR    | 5 328      | 0,05  | 1     | 0,02    | Stabile     |
|                              | Partito Romeno per una Nuova Società |         | 5 305      | 0,05  | -     | 0,04    | Stabile     |
|                              | Partito Democratico Indipendente |         | 5 257      | 0,05  | -     |         |             |
|                              | Unione Democratica degli Slovacchi e dei Cechi di Romania | UDSCR   | 4 708      | 0,04  | 1     | 0,01    | Stabile     |
|                              | Partito Antitotalitario "Abbasso la nomenklatura" |         | 4 698      | 0,04  | -     |         |             |
|                              | Partito del Futuro Democratico della Patria |         | 4 355      | 0,04  | -     | 0,02    | Stabile     |
|                              | Comunità Italiana di Romania | CIR     | 4 188      | 0,04  | 1     |         |             |
|                              | Partito Democratico del Lavoro | PDM     | 3 931      | 0,04  | -     | 0,34    | 1           |
|                              | Forum della Democrazia e dell'Unità Nazionale |         | 3 180      | 0,03  | -     | 0,01    | Stabile     |
|                              | Partito della Giustizia Sociale del Nord-Ovest della Romania |         | 3 114      | 0,03  | -     | 0,01    | Stabile     |
|                              | Unione dei Polacchi di Romania | UPR     | 3 013      | 0,03  | 1     | 0,01    | Stabile     |
|                              | Partito Volontà del Popolo |         | 2 758      | 0,02  | -     |         |             |
|                              | Partito della Giustizia e della Social Democrazia |         | 2 695      | 0,02  | -     |         |             |
|                              | Partito del Lavoro |         | 2 623      | 0,02  | -     | 0,06    | Stabile     |
|                              | Partito della Giustizia Sociale |         | 2 572      | 0,02  | -     |         |             |
|                              | Unione Democratica Turca di Romania | UDTR    | 2 572      | 0,02  | 1     |         |             |
|                              | Partito dell'Unità Democratica della Moldavia |         | 2 363      | 0,02  | -     | 0,10    | Stabile     |
|                              | Partito Nazionale Romeno |         | 2 224      | 0,02  | -     | 0,01    | Stabile     |
|                              | Unione Bulgara del Banato | UBB     | 1 906      | 0,02  | 1     | 0,01    | Stabile     |
|                              | Partito Movimento Nazionale Scudo della Patria |         | 1 744      | 0,02  | -     |         |             |
|                              | Movimento per l'Integrazione Europea |         | 1 371      | 0,01  | -     |         |             |
|                              | Partito Umanitario della Pace |         | 1 174      | 0,01  | -     |         |             |
|                              | Partito Romeno Democratico Popolare Realista Rivoluzionario |         | 1 144      | 0,01  | -     |         |             |
|                              | Partito della Rivoluzione Cristiano Democratico |         | 1 081      | 0,01  | -     |         |             |
|                              | Partito dei Piccoli Proprietari e della Libera Iniziativa |         | 651        | 0,01  | -     |         |             |
|                              | Unione dei Croati di Romania | UCR     | 219        | 0,00  | -     |         |             |
|                              | Partito Umanista Conservatore |         | 101        | 0,00  | -     |         |             |
|                              | Partito Tribuna Repubblicana |         | 49         | 0,00  | -     |         |             |
|                              | Indipendenti | Ind.    | 58 347     | 0,53  | -     |         |             |
| Totale                       | Totale | Totale  | 10 880 252 |       | 341   |         | 54          |
| Fonte: Università dell'Essex | |         |            |       |       |         |             |

| Voti nulli                  | 1 616 178  |
| Votanti (affluenza: 76,29%) | 12 496 430 |
| Aventi diritto voto         | 16 380 663 |

### Senato
| Liste                                                                                           | Liste | Liste   | Voti       | %     | Seggi | +/- (%) | +/- (Seggi) |
| ----------------------------------------------------------------------------------------------- | --- | ------- | ---------- | ----- | ----- | ------- | ----------- |
|                                                                                                 | Fronte Democratico di Salvezza Nazionale | FDSN    | 3 102 201  | 28,29 | 49    |         |             |
|                                                                                                 | Convenzione Democratica Romena - Partito Nazionale Contadino Cristiano Democratico - Partito Nazionale Liberale - Ala Giovanile - Partito Alleanza Civica - Partito Social Democratico Romeno - Partito Ecologista Romeno - Partito Nazionale Liberale - Convenzione Democratica - Federazione Ecologista di Romania | CDR     | 2 210 722  | 20,16 | 34    |         |             |
|                                                                                                 | Fronte di Salvezza Nazionale | FSN     | 1 139 033  | 10,38 | 18    | 56,64   | 73          |
|                                                                                                 | Partito dell'Unità Nazionale Romena | PUNR    | 890 410    | 8,12  | 14    | 5,97    | 12          |
|                                                                                                 | Unione Democratica Magiara di Romania | UDMR    | 831 469    | 7,58  | 12    | 0,38    | Stabile     |
|                                                                                                 | Partito Grande Romania | PRM     | 422 545    | 3,85  | 6     |         |             |
|                                                                                                 | Partito Democratico Agrario di Romania | PDAR    | 362 427    | 3,30  | 5     | 1,71    | 5           |
|                                                                                                 | Partito Socialista del Lavoro | PSM     | 349 470    | 3,18  | 5     |         |             |
|                                                                                                 | Partito Nazionale Liberale | PNL     | 292 584    | 2,67  | -     | 4,39    | 10          |
|                                                                                                 | Movimento Ecologista di Romania | MER     | 232 758    | 2,22  | -     | 0,28    | 1           |
|                                                                                                 | Partito Repubblicano | PR      | 207 252    | 1,89  | -     | [ 13 ]  | [ 13 ]      |
|                                                                                                 | Solidarietà Nazionale Democratica |         | 97 711     | 0,89  | -     |         |             |
|                                                                                                 | Partito Socialista Democratico Romeno | PSDR    | 61 309     | 0,56  | -     | 0,54    | Stabile     |
|                                                                                                 | Nuovo Partito Liberale | NPL     | 57 636     | 0,53  | -     |         |             |
|                                                                                                 | Partito dell'Unità Social-Democratica |         | 52 638     | 0,48  | -     |         |             |
|                                                                                                 | Unione Liberale Brătianu | ULB     | 48 587     | 0,44  | -     | 0,18    | Stabile     |
|                                                                                                 | Partito Nazionale Contadino |         | 43 991     | 0,40  | -     |         |             |
|                                                                                                 | Partito Liberale Monarchico di Romania |         | 42 999     | 0,39  | -     |         |             |
|                                                                                                 | Partito dei Rom | PR      | 41 338     | 0,38  | -     | 0,24    | [ 14 ]      |
|                                                                                                 | Convenzione della Solidarietà Sociale |         | 34 771     | 0,32  | -     |         |             |
|                                                                                                 | Partito Democratico Cooperativista |         | 31 303     | 0,28  | -     |         |             |
|                                                                                                 | Partito per la decorazione degli eroi della rivoluzione e la salvezza nazionale |         | 27 917     | 0,25  | -     | 0,24    | Stabile     |
|                                                                                                 | Partito Repubblicano per l'Unità dei Romeni |         | 24 187     | 0,22  | -     |         |             |
|                                                                                                 | Partito Social Democratico Tradizionale |         | 23 340     | 0,21  | -     |         |             |
|                                                                                                 | Partito Nazionale dei Produttori Liberi di Romania |         | 20 736     | 0,19  | -     |         |             |
|                                                                                                 | Unione Generale dei Rom di Romania |         | 19 504     | 0,18  | -     |         |             |
|                                                                                                 | Unione Libera Democratica dei Rom |         | 18 624     | 0,17  | -     | 0,15    | Stabile     |
|                                                                                                 | Partito Repubblicano Cristiano |         | 17 528     | 0,16  | -     | 0,08    | Stabile     |
|                                                                                                 | Fronte Democratico Romeno 16 Dicembre 1989 Timișoara |         | 16 909     | 0,15  | -     |         |             |
|                                                                                                 | Partito Umanista Romeno | PUR     | 16 689     | 0,15  | -     |         |             |
|                                                                                                 | Movimento per la Romania |         | 14 102     | 0,13  | -     |         |             |
|                                                                                                 | Partito Libero Repubblicano |         | 13 476     | 0,12  | -     |         |             |
|                                                                                                 | Partito Nazionale Democratico Cristiano | PNDC    | 13 521     | 0,12  | -     |         |             |
|                                                                                                 | Partito Nazionale Contadino Cristiano Democratico Indipendente |         | 12 735     | 0,12  | -     |         |             |
|                                                                                                 | Partito Laburista Romeno |         | 12 433     | 0,11  | -     |         |             |
|                                                                                                 | Partito Rinascita e Indipendenza della Romania |         | 12 315     | 0,11  | -     |         |             |
|                                                                                                 | Partito degli Zingari di Romania |         | 10 993     | 0,10  | -     | 0,05    | Stabile     |
|                                                                                                 | Partito del Libero Cambiamento | PLS     | 8 758      | 0,08  | -     | 0,25    | Stabile     |
|                                                                                                 | Partito Antitotalitario "Abbasso la nomenklatura" |         | 8 524      | 0,08  | -     |         |             |
|                                                                                                 | Partito Social Democratico Indipendente |         | 8 229      | 0,07  | -     |         |             |
|                                                                                                 | Lega Nazionale degli Espropriati della Romania |         | 6 275      | 0,06  | -     |         |             |
|                                                                                                 | Alleanza per la Dignità Nazionale |         | 5 707      | 0,05  | -     |         |             |
|                                                                                                 | Convenzione Democratica Unita |         | 5 078      | 0,05  | -     |         |             |
|                                                                                                 | Unione Democratica Cristiana |         | 4 827      | 0,04  | -     | 0,11    | Stabile     |
|                                                                                                 | Partito del Futuro Democratico della Patria |         | 4 249      | 0,04  | -     | 0,03    | Stabile     |
|                                                                                                 | Partito Romeno per una Nuova Società |         | 3 551      | 0,03  | -     | Stabile | Stabile     |
|                                                                                                 | Partito del Lavoro |         | 3 256      | 0,03  | -     | 0,05    | Stabile     |
|                                                                                                 | Partito della Giustizia Sociale del Nord-Ovest della Romania |         | 3 290      | 0,03  | -     | 0,01    | Stabile     |
|                                                                                                 | Partito della Giustizia Sociale |         | 3 072      | 0,03  | -     |         |             |
|                                                                                                 | Partito Social Democratico Constantin Titel Petrescu | PSD-CTP | 3 012      | 0,03  | -     |         |             |
|                                                                                                 | Partito Democratico del Lavoro | PDM     | 2 933      | 0,03  | -     | 0,29    | Stabile     |
|                                                                                                 | Partito Umanitario della Pace |         | 2 224      | 0,02  | -     | 0,01    | Stabile     |
|                                                                                                 | Partito della Rivoluzione Cristiano Democratico |         | 1 743      | 0,02  | -     |         |             |
|                                                                                                 | Partito dell'Unità Democratica della Moldavia |         | 1 730      | 0,02  | -     | 0,07    | Stabile     |
|                                                                                                 | Forum della Democrazia e dell'Unità Nazionale |         | 1 452      | 0,01  | -     |         |             |
|                                                                                                 | Partito Romeno Democratico Popolare Realista Rivoluzionario |         | 1 431      | 0,01  | -     |         |             |
|                                                                                                 | Partito degli eroi caduti per la libertà degli eroi rimasti in vita colpiti dai proiettili barbari |         | 913        | 0,01  | -     |         |             |
|                                                                                                 | Partito dei Piccoli Proprietari e della Libera Iniziativa |         | 805        | 0,01  | -     |         |             |
|                                                                                                 | Partito della Destra Nazionale |         | 648        | 0,01  | -     |         |             |
|                                                                                                 | Partito Democratico Indipendente |         | 615        | 0,01  | -     |         |             |
|                                                                                                 | Forum Democratico dei Tedeschi in Romania | FDGR    | 578        | 0,01  | -     | 0,13    | Stabile     |
|                                                                                                 | Partito Movimento Nazionale Scudo della Patria |         | 500        | 0,00  | -     |         |             |
|                                                                                                 | Partito Nazionale Romeno |         | 397        | 0,00  | -     | 0,01    | Stabile     |
|                                                                                                 | Partito Alleanza Democratica dei Rom |         | 258        | 0,00  | -     |         |             |
|                                                                                                 | Partito Umanista Conservatore |         | 138        | 0,00  | -     |         |             |
|                                                                                                 | Indipendenti | Ind.    | 52 462     | 0,47  | -     |         |             |
| Totale                                                                                          | Totale | Totale  | 10 964 818 |       | 143   |         | 25          |
| Fonte: Università dell'Essex, Romanian Political Science Review, Autorità Elettorale Permanente | |         |            |       |       |         |             |

| Voti nulli                  | 1 531 612  |
| Votanti (affluenza: 76,29%) | 12 496 430 |
| Aventi diritto voto         | 16 380 663 |

## Conseguenze
Il FDSN conquistò la maggior parte dei voti nei villaggi, con dei picchi nelle zone del sud del paese e nella regione della Moldavia. La CDR ottenne risultati migliori nelle città più grandi e in Transilvania. Mentre a livello nazionale il FDSN fu più il partito più votato, nella regione questo fu l'UDMR (20%), seguito da CDR (19%), PUNR (18%) e, infine, FDSN (12%).
Le elezioni confermarono la centralità della figura di Iliescu nel periodo postrivoluzionario, nonché il favore riconosciuto dalla popolazione romena ad un programma di lenta transizione all'economia capitalista. Molti membri dell'opposizione gridarono allo scandalo e denunciarono il ricorso a frodi elettorali da parte del FDSN, chiamando in causa l'enorme numero di voti annullati per irregolarità procedurali, circa un milione e mezzo, pari al 12,06% al senato e al 12,73% alla camera. I sospetti della CDR, tuttavia, non furono mai provati.
Il FDSN fu il partito che ottenne il maggior numero di voti che, però, erano insufficienti a costituire una maggioranza propria. Iliescu convocò a colloquio persino la CDR per formare un eventuale governo di coalizione, ma in mancanza di obiettivi condivisi l'alleanza fu impossibile. Il partito, quindi, si rivolse alle forze nazionaliste conservatrici presenti in parlamento, il PUNR, il Partito Grande Romania (PRM) e il Partito Socialista del Lavoro (PSM), che garantirono il proprio appoggio parlamentare al FDSN pur senza entrare a far parte del governo. L'alleanza fra le quattro forze a passò alla storia con il nome di "quadrilatero rosso" (Patrulaterul roșu). Per il ruolo di primo ministro Iliescu indicò Nicolae Văcăroiu, ex funzionario del comitato statale per la pianificazione ed ex membro del PCR, che in quel momento non era iscritto a nessun partito. La scelta di una figura tecnica sottolineava il desiderio del FDSN di marcare un ulteriore passo verso la democratizzazione del paese, con la separazione tra stato e partito, la cui coincidenza, invece, aveva caratterizzato i decenni di dittatura.
Il governo Văcăroiu prestò giuramento il 19 novembre, mentre nel 1993 il FDSN assorbì altre forze minori e cambiò nome in Partito della Democrazia Sociale di Romania (PDSR).